# Elezioni regionali in Sardegna del 1969
Le elezioni regionali in Sardegna del 1969 si tennero il 15 giugno.
In analogia alla creazione delle regioni ordinarie, la durata della legislatura venne portata a cinque anni.

## Risultati
| Liste                                                                    | Voti    | %     | Seggi |
| ------------------------------------------------------------------------ | ------- | ----- | ----- |
| Democrazia Cristiana (DC)                                                | 329.835 | 44,54 | 36    |
| Partito Comunista Italiano (PCI)                                         | 146.155 | 19,74 | 15    |
| Partito Socialista Unificato (PSU)                                       | 87.650  | 11,84 | 9     |
| Partito Liberale Italiano (PLI)                                          | 33.484  | 4,52  | 3     |
| Partito Socialista Italiano di Unità Proletaria (PSIUP)                  | 32.810  | 4,49  | 3     |
| Partito Sardo d'Azione (PSd'Az)                                          | 33.220  | 4,43  | 3     |
| Movimento Sociale Italiano (MSI)                                         | 26.671  | 3,60  | 2     |
| Partito Democratico Italiano di Unità Monarchica (PDIUM)                 | 22.620  | 3,05  | 2     |
| Partito Repubblicano Italiano-Movimento Sardinista Autonomista (PRI-MSA) | 22.187  | 3,00  | 1     |
| Ordine Domani                                                            | 3.293   | 0,44  | -     |
| Raggruppamento Combattenti e Reduci                                      | 2.552   | 0,34  | -     |
| Totale                                                                   | 740.477 |       | 74    |

| Riepilogo dei seggi | Riepilogo dei seggi | Riepilogo dei seggi | Riepilogo dei seggi | Riepilogo dei seggi | Riepilogo dei seggi | Riepilogo dei seggi |
| ------------------- | ------------------- | ------------------- | ------------------- | ------------------- | ------------------- | ------------------- |
|                     |                     |                     |                     |                     |                     |                     |
| PCI                 | 15                  | ━                   |                     | PSIUP               | 3                   | ▲ 2                 |
| PSU                 | 9                   | ▲ 1                 |                     | PSd'Az              | 3                   | N/A                 |
| PRI                 | 1                   | N/A                 |                     | DC                  | 36                  | ▲ 1                 |
| PLI                 | 3                   | ━                   |                     | PDIUM               | 2                   | ━                   |
| MSI                 | 2                   | ▼ 1                 |                     |                     |                     |                     |